# Villalbos
Villalbos é um município da Espanha na província de Burgos, comunidade autónoma de Castela e Leão, com população de 25 habitantes (2007).

## Geografia
No vale do rio Oca, um afluente do rio Ebro pela sua margen direita, proximo às cidades de Cueva Cardiel, Villalmondar, Villanasur Río de Oca, Villalómez e Mozoncillo.

## Historia
É bastante provavel que o conde castelhano don Rodrigo Díaz, conhecido em todo o mundo mozarabic como "Abolmondar Albo" , povoado no començo do décimo século, assentamentos situados nas margens do rio Oca, a partir do qual emerge a actual cidade de Villalbos (Albo).

## Galeria do Photos
- Rua La Flor (1986)

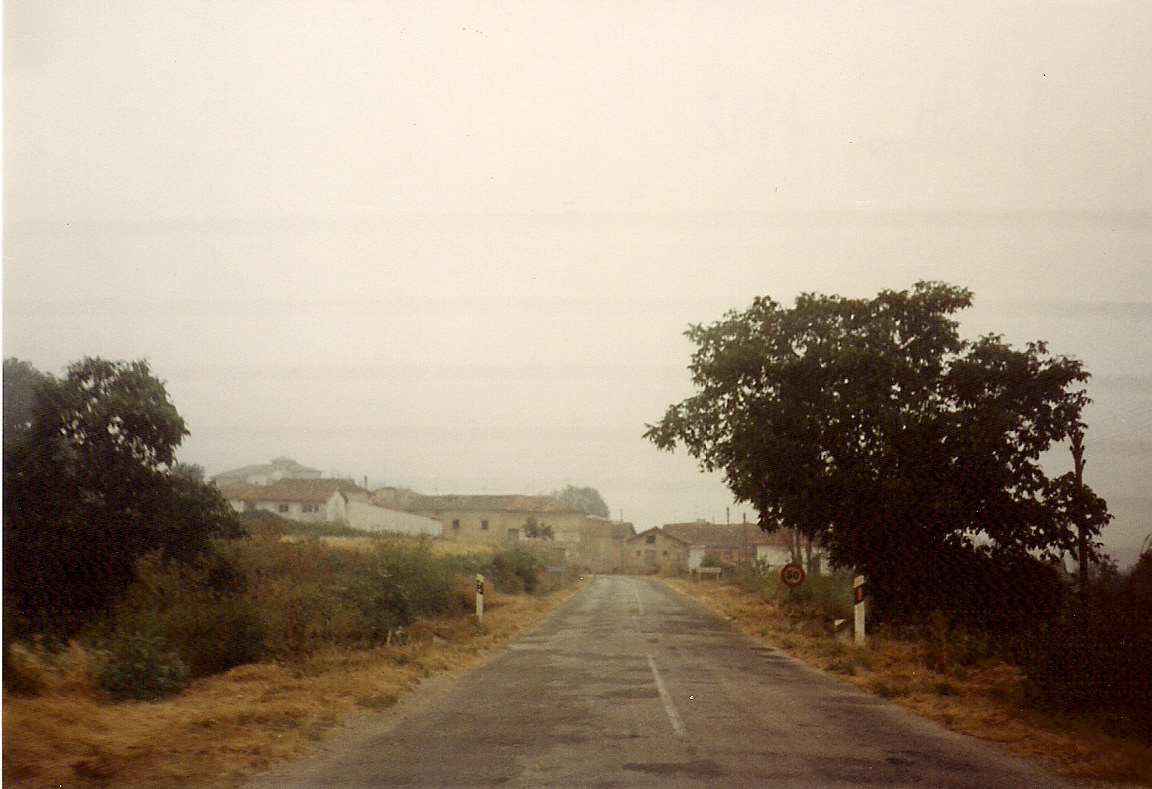
Villalbos (1992)
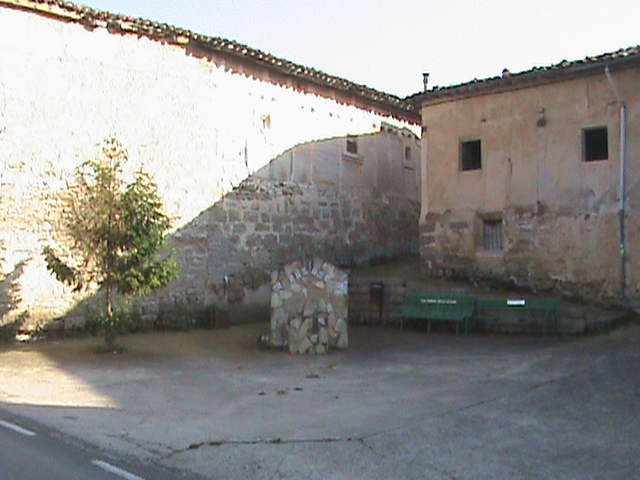
Plaça do Santo Thomas (2008)

## Demografia
| Variação demográfica do município entre 1860 e 2007 | Variação demográfica do município entre 1860 e 2007 | Variação demográfica do município entre 1860 e 2007 | Variação demográfica do município entre 1860 e 2007 |
| --------------------------------------------------- | --------------------------------------------------- | --------------------------------------------------- | --------------------------------------------------- |
| 1860                                                | 1887                                                | 1920                                                | 2007                                                |
| 169                                                 | 116                                                 | 129                                                 | 25                                                  |